# Filip Vorotović
Filip Vorotović (sinh ngày 8 tháng 3 năm 1998) là một cầu thủ bóng đá Montenegro thi đấu ở vị trí tiền đạo cho Borac Čačak.

## Sự nghiệp câu lạc bộ
Năm 2014, anh gia nhập Partizan. He trở về quê hương câu lạc bộ Sutjeska Nikšić vào năm sau đó. Anh thi đấu cùng với FK Teleoptik trong nửa đầu của Giải vô địch Beograd 2016–17.
Ngày 10 tháng 2 năm 2017, anh gia nhập câu lạc bộ Slovenia Olimpija Ljubljana nhưng không thể xuất hiện ở Slovenian PrvaLiga.
Vào mùa hè 2017 anh trở về Serbia và ký hợp đồng với câu lạc bộ ở hạng cao nhất FK Borac Čačak.